# Live in Lisbon (Peter-Evans-Album)
Live in Lisbon ist ein Jazzalbum des Peter Evans Quartet. Die am 8. August 2009 auf dem portugiesischen Jazz em Agosto Festival in Lissabon entstandenen Aufnahmen erschienen im Jahr 2010 auf Clean Feed Records.

## Hintergrund
Der Trompeter Peter Evans spielte im Sommer 2009 mit dem Bassisten Tom Blancarte, dem Schlagzeuger Kevin Shea und dem Pianisten Ricardo Gallo, der den ursprünglichen Gitarristen des Quartetts, Brandon Seabrook ersetzte, der beim selbstbetitelten Debütalbum von 2006 mitgewirkt hatte. Jerome Kerns „All The Things You Are“, Cole Porters „What Is This Thing Called Love“ und Billy Strayhorns „Lush Life“ gehören zu den Klassikern, die das Quartett transformiert hat.
Hierzu schrieb Peter Evans in den Liner Notes:
„Es macht großen Spaß zu sehen, welche Überraschungsmomente wir aus etwas herausholen können, das oberflächlich betrachtet sehr vertraut erscheint.“
Was die kompositorische Komplexität betrifft: Evans beschreibt – in seinen weiteren Anmerkungen zum Album – seine eigenen Kompositionen als „rätselhaft“ und erklärt, dass die „kontinuierliche Adaption und Metamorphose gefundener Materialien aus früheren Liedern und Liedformen“ im Mittelpunkt seiner Konzeption stehe. Die Originalkomposition „All“ beispielsweise bezieht sich auf Jerome Kerns „All the Things You Are“. Sie basiert auf Kerns Akkordstruktur, aber „jedes der in der Notation angegebenen Tempi kann von einer beliebigen Anzahl von Ensemblemitgliedern gemeinsam oder einzeln gehalten werden, da sie alle über einen Grundpuls passen“. Ähnlich greift Evans mit „What“ Cole Porters „What Is This Thing Called Love“ auf und interpretiert es in einer Weise, dass die resultierende Musik im Wesentlichen Evans’ eigene ist, so Tim Owen. Evans beschreibt, wie die Notation es ermöglicht, „Teile des Stücks auf verschiedene Weise übereinander zu legen, ohne die Gesamtform zu stören: eine Basslinie, die mit der Trompetenlinie als Melodie verschmelzen kann, und später eine Melodie (ausgeführt mit Klavier und Trompete) aus langen Tönen, die über der ersten Linie ruht“. „Palimpsest“ geht in ähnlicher Weise über seine Wurzeln in der Musik von Billy Strayhorns „Lush Life“ und Charles Mingus’ „Duke Ellington’s Sound of Love“ (auf Changes One, 1975) hinaus und erkundet diese „mit einer liebevollen Wertschätzung der Schönheit“, die die Originalkompositionen durchdringt.

## Titelliste
- Peter Evans Quartet: Live In Lisbon (Clean Feed CF173CD)[3]

1. Introduction 2:36
2. All 11:35
3. Interlude 1 1:51
4. Latticework 10:09
5. Palimpsest 5:41
6. Interlude 2 4:58
7. What 12:41
8. Interlude 3 8:11
9. For ICP 5:02

Die Kompositionen stammen von Peter Evans.

## Rezeption

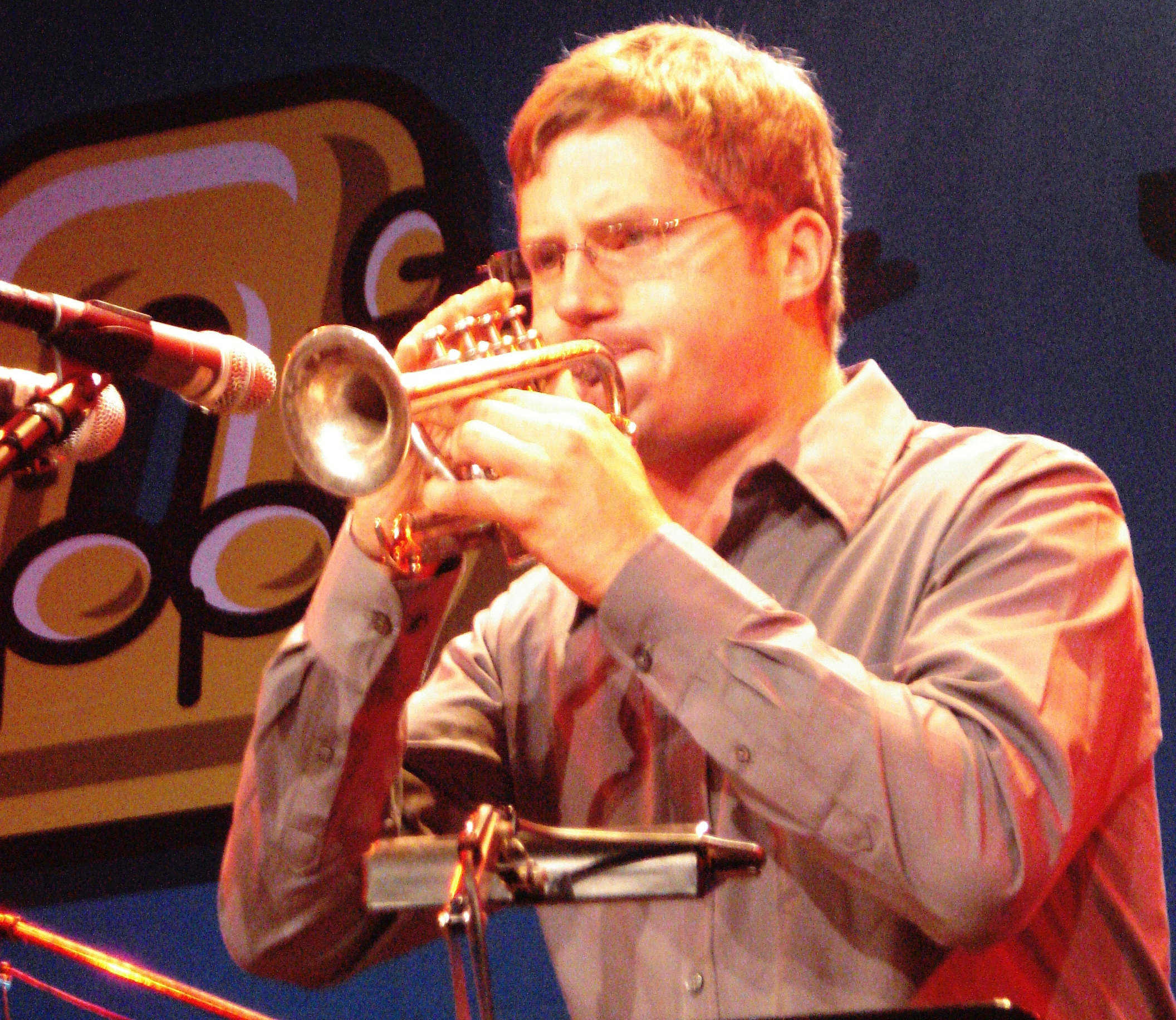
Peter Evans (2009)

Nach Ansicht von Troy Collins, der das Album in All About Jazz rezensierte, dekonstruiert Peter Evans’ langjähriges Quartett live ein Programm neu interpretierter Standards, was damals ein fester Bestandteil des Schaffens des New Yorker Trompeters war. Ausgehend von klassischen Melodien des Great American Songbook würde Evans bekannte Melodien, Harmonien und Rhythmen rekonstruieren und sie neu zu kaleidoskopischen Panoramen arrangieren, „die wehmütige Nostalgie in surrealen Futurismus verwandeln“. Evans’ modularer Ansatz spontaner Kompositionen entwickelt sich in einem Zustand kontinuierlicher Transformation, da jedes Ensemblemitglied gleichzeitig zur collageartigen Atmosphäre beiträgt. Indem er Schlüsselelemente bekannter Standards als vorgefundenes Material statt als strukturelle Zwänge verwendet, fügt Evans archetypische Themen mit einem sprunghaften Gefühl der Freiheit neu zusammen. Live in Lisbon sei eine faszinierende Momentaufnahme einer der besten Bands der Gegenwart und ein überzeugendes Dokument von Evans‘ absoluter Meisterschaft auf der Trompete und seiner visionären Herangehensweise an die Tradition in der Gesellschaft gleichgesinnter Kollegen.
Es sei die Mischung aus intellektueller und spielerischer Musik, die Evans so besonders macht, lobte Tim Owen (The Jazz Mann). Dieser Mitschnitt sei eine weitere hervorragende Ergänzung des Evans-Katalogs. Tontechniker Luis Delgado und Mischpult Keith Parker verdienten Anerkennung für ihre hervorragende Arbeit, denn ihr Ergebnis ist ein Klang, der Schärfe (das sei Musik, die man fühlen könne) und außergewöhnliche Klarheit vereine. Jerome Kerns Klassiker habe Evans hat als etwas radikal Neues interpretiert. Nur in seinen respektvollen Anspielungen auf die Originalmelodie werde die ursprüngliche Melodie deutlich. Es sei Evans’ Leitung und die Improvisations- und Interpretationsfähigkeiten des Quartetts, die die Session so lebendig und mitreißend machen. Die Freude am Zuhören dieses mitreißenden Konzerts rühre gleichermaßen von der Lebendigkeit des Materials wie auch vom schwungvollen Schwung und der Unmittelbarkeit der Gruppeninteraktion her.